# Knox (lớp khinh hạm)
Khinh hạm lớp Knox  là một lớp tàu chiến của Hải quân Hoa Kỳ. Ban đầu, lớp tàu chiến này được thiết kế để đảm nhiệm vai trò tàu hộ tống nhưng đến 30/6/1975 đã được tái phân loại thành khinh hạm và đổi ký hiệu từ DE sang FF. Nhiệm vụ chính của khinh hạm lớp Knox là chống ngầm, phòng thủ bờ biển và bảo vệ các tàu thương mại.
Các tàu khu trục lớp Knox được đóng  tại các nhà máy đóng tàu Todd Seattle và San Pedro, nhà máy đóng tàu Avondale, nhà máy đóng tàu Lockheed. Chiếc đầu tiên của lớp, USS Knox (FF-1052), được khởi đóng vào tháng 10 năm 1965 và được hạ thủy vào tháng 4 năm 1969 tại Nhà máy đóng tàu Todd Seattle. Chiếc USS Moinester (FF-1097) được đưa vào hoạt động  tháng 11  năm 1974 là chiếc cuối cùng của lớp Knox. Trong giai đoạn 1965 – 1974, đã có khoảng 46 chiếc được xuất xưởng.
Khinh hạm lớp Knox có chiều dài 134 mét, chiều rộng 14,25 m, mớn nước 7,54 m, lượng choán nước 4.200 tấn, biên chế phục vụ gồm 17 sĩ quan và 240 thủy thủ.

## Hệ thống vũ khí
Vũ khí trang bị của các tàu khu trục lớp Knox gồm 1 pháo hạm Mk 42 127 mm  dùng để chống hạm, phòng không và pháo kích bờ biển hỗ trợ các chiến dịch đổ bộ. Pháo có trọng lượng 60,4 tấn; dài 9,652 m trong đó nòng dài 6,858 m; góc phương vị 150° tốc độ 40°/s, góc tà -15°/+85° tốc độ 25°/s; tốc độ bắn thiết kế 40 viên/phút, tốc độ bắn chiến đấu kiểm nghiệm trong thực tế 28 viên/phút; tầm bắn tối đa 23.691,2 m ở góc +45° hoặc 15.727,7 m ở góc +85°; đạn có sơ tốc đầu nòng 807,7 m/s. Pháo kết hợp với hệ thống kiểm soát hỏa lực AN/SPG-53.
Phía sau khẩu pháo là 1 bệ 8 ống phóng Mk 16 tương thích với 8 tên lửa chống ngầm RUR-5 ASROC và 4 tên lửa chống hạm RGM-84 Harpoon.
Tên lửa chống ngầm RUR-5 ASROC, loại vũ khí này được quân đội Mỹ phát triển vào những năm 1950 và chính thức chấp nhận đưa vào trang bị năm 1961. Tên lửa ASROC nặng 487 kg,  dài 4,5m, đường kính 422mm. ASROC không mang đầu đạn thuốc nổ thông thường mà nó mang ngư lôi hạng nhẹ Mark 46 hoặc bom phá tàu ngầm PBXN-103. ASROC trang bị động cơ rocket nhiên liệu rắn, tầm bắn 22 km, tốc độ hành trình cận âm. Khi chiến tàu, máy bay tuần tra, trực thăng chống ngầm phát hiện tàu ngầm đối phương bằng hệ thống định vị siêu âm hoặc cảm biến thì sẽ chuyển tọa độ mục tiêu tới tàu chiến trang bị hệ thống ASROC. Chiến hạm sẽ bắn tên lửa ASROC mang ngư lôi chống ngầm hoặc bom phá tàu ngầm hướng tới mục tiêu. Ở một vị trí định sẵn trên quỹ đạo đường bay, ngư lôi sẽ tách khỏi tên lửa và rơi xuống biển bằng dù hãm, việc này sẽ giúp giảm thiểu tối đa âm thanh khi rơi xuống nước.
Tên lửa hành trình đối hạm RGM-84 Harpoon hiện vẫn giữ vai trò vũ khí chống hạm chủ lực của Hải quân Mỹ và nhiều nước đồng minh. Phiên bản phóng từ tàu mặt nước của Harpoon được lắp đặt  hai động cơ (động cơ đẩy nhiên liệu rắn và động cơ tuốc bin phản lực cho hành trình bay chính), sử dụng radar chủ động dẫn đường giai đoạn cuối hành trình bay. RGM-84 Harpoon có trọng lượng 691 kg; dài 4,6 m; đường kính 0,34 m; mang theo đầu đạn nặng 221 kg, tốc độ hành trình cận âm 864 km/h; tầm bắn 124 km.
Hai bên hông tàu bố trí 2 ống phóng đôi của ngư lôi chống ngầm hạng nhẹ Mk 46 có tầm bắn 10.972,8 m; độ sâu hoạt động 365,8 m.
Hỏa lực phòng không của tàu khu trục lớp Knox có thể là tên lửa RIM-7 Sea Sparrow hoặc hệ thống phòng thủ tầm cực gần (Close – in wepon system – CIWS) Phalanx. Tổ hợp Phalanx lắp pháo M61 Vulcan 6 nòng cỡ 20 mm, tốc độ bắn 4.500 viên/phút, tầm bắn hiệu quả 3,6 km.

## Hệ thống điện tử
Hệ thống điện tử của tàu khá đồ sộ gồm radar tìm kiếm trên không tầm xa AN/SPS-40B, radar tìm kiếm bề mặt AN/SPS-10 và AN/SPS-67, radar kiểm soát hỏa lực pháo AN/SPG-53 Mk 68, hệ thống định vị thủy âm lắp trên thân tàu AN/SQS-26CX, hệ thống định vị thủy âm kéo rê theo phía sau tàu AN/SQR-18.
Ngoài ra, còn có hệ thống tác chiến điện tử AN/SLQ-32 kết hợp thiết bị phóng mồi bẫy Mk36 SRBOC. Số lượng bệ phóng tùy thuộc vào kích cỡ của tàu.
Động cơ
Hệ thống động lực của tàu gồm 1 động cơ turbine hơi nước Westinghouse 1 trục và 2 nồi hơi V2M có tổng công suất 35.000 shp, cho phép chạy với tốc độ tối đa 27 hải lý/h (50 km/h).

## Trực thăng săn ngầm
Ở đuôi tàu có sàn đỗ trực thăng và nhà chứa, các tàu khu trục lớp Knox trong hải quân Mỹ đều dùng trực thăng săn ngầm SH-2. Tuy nhiên, khi được chuyển giao cho hải quân các nước đồng minh, tàu có thể được trang bị các loại  trực thăng khác.

## Ngừng hoạt động và chào bán ra nước ngoài
Các tàu khu trục lớp Knox phục vụ trong biên chế Hải quân Liên bang Mỹ từ năm 1969 đến năm 1994. Đến năm 1994, do ngân sách bị cắt giảm và chi phí vận hành cao, Hải quân Liên bang Mỹ đã tiến hành loại biên dần các tàu khu trục lớp Knox. Phía Mỹ đã cho tháo dỡ 9 chiếc để lấy phụ tùng, 6 chiếc được dùng làm mục tiêu tập bắn hay thả bom  trong các cuộc tập trận. Số tàu còn lại được Mỹ đại tu nâng cấp, thay đổi vũ khí và chào bán cho các nước đồng minh  gồm Đài Loan (8 chiếc), Ai Cập (2 chiếc), Hy Lạp (3 chiếc), Mexico (4 chiếc), Thổ Nhĩ Kỳ (12 chiếc) và Thái Lan (2 chiếc).

### Ai Cập
Hai tàu USS Moinester (FF-1097) và USS Jesse L. Brown (FF-1089) lần lượt được Mỹ chuyền giao cho Ai Cập vào năm 1998 và được đổi tên thành F966  Rasheed và F961 Domyat.

### Thổ Nhĩ Kỳ
12 tàu lớp Knox đã được Mỹ chuyển giao cho Thổ Nhĩ Kỳ và được đổi tên thành Tàu khu trục lớp Tepe

### Đài Loan và tàu khu trục lớp Chi Yang
Năm 1998, Hải quân Mỹ đã đồng ý chuyển nhượng lại tám tàu khu trục lớp Knox cho Đài Loan trong khuôn khổ chương trình Kwang Hua. Knox sau khi được chuyển cho Đài Loan đã đổi tên thành Tàu khu trục lớp Chi Yang.
Lúc đầu, Đài Loan đã lên kế hoạch nâng cấp toàn diện các tàu thuộc lớp Chi Yang với hệ thống phòng không, chống hạm, chống ngầm và các thiết bị điện tử như radar mới, hệ thống định vị siêu âm, hệ thống tác chiến điện tử chủ động và bị động...Tuy nhiên, những khó khăn về ngân sách đã buộc họ phải cân nhắc lại kế hoạch này.
Năm 2005, để tăng cường khả năng chiến đấu cho các tàu lớp Chi Yang, Đài Loan đã tiến hành gỡ bỏ các trang thiết bị vừa được nâng cấp trên tàu khu trục hạng nặng lớp Gearing đã nghỉ hưu và chuyển sang cho các tàu lớp Chi Yang.
Các hệ thống chiến đấu và hệ thống điện tử mới bao gồm mô đun chiến đấu H-930, radar tìm kiếm trên không/trên biển DA-09, 10 tên lửa SM-1MR có tầm bắn 37 km.  và hệ thống máy phóng. Ngoài ra, để thực hiện nhiệm vụ chống hạm tàu được trang bị tên lửa hành trình đối hậm tầm xa Hùng Phong III (tầm bắn 300 km), dẫn đường INS và radar chủ động.
Đài Loan trang bị cho các tàu khu trục của mình loại trực thăng chống ngầm MD-500.

### Tây Ban Nha và tàu khu trục lớp Baleares
Tàu khu trục lớp Baleares là một phiên bản sửa đổi của tàu khu trục lớp Knox do nhà máy đóng tàu Navantia, Ferrol,Tây Ban Nha sản xuất theo giấy phép của Mỹ năm 1970. Các sửa đổi của tàu so với phiên bản gốc bao gồm:
-Hệ thống radar dò tìm mục tiêu trên không tầm trung Raytheon AN/SPS-52C 3-D sử dụng băng tần E hoặc F.
-Hệ thống radar điều khiển hỏa lực tên lửa AN/SPG-51.
-Hệ thống định vị thủy âm lắp trên thân tàu AN/SQS-26 được thay thế bằng hệ thống AN/SQS-23 của Mỹ và  hệ thống DE-1160LF do Tây Ban Nha sản xuất.
-Hệ thống định vị thủy âm và điều khiển hỏa lực Ađược N/SQS-35
-Hệ thống dữ liệu chiến đấu TRITAN do Tây Ban Nha sản xuất.
-Tăng cường thêm hai bệ phóng Mk-25 sử dụng ngư lôi Mk-37 ở đuôi tàu.
-Lắp đặt 2 bệ phóng Mk 141 với 8 tên lửa hành trình chống hạm Harpoon.
-Lắp đặt hai hệ thống phòng thủ tầm cực gần CIWS Meroka thay cho phiên bản Phanlanx của Mỹ.
-Trang bị thêm 16 tên lửa SM-1MR có tầm bắn 37 km.
Từ năm 1969-1974, đã có tổng cộng 5 tàu khu trục lớp Baleares đã xuất xưởng. Các tàu khu trục lớp Baleares hoạt động trong biên chế Hải quân Tây Ban Nha từ năm 1974 đến năm 2008.
| Tên         | Số hiệu | Đặt lườn   | Đưa vào biên chế | Ngừng hoạt động |
| ----------- | ------- | ---------- | ---------------- | --------------- |
| Baleares    | F71     | 20/08/1970 | 24/09/1973       | 2004            |
| Andalucia   | F72     | 30/03/1971 | 23/05/1974       | 2005            |
| Catalonia   | F73     | 03/11/1971 | 16/01/1975       | 2004            |
| Asturias    | F74     | 13/03/1972 | 02/12/1975       | 30/06/2009      |
| Extremadura | F75     | 21/11/1972 | 10/11/1976       | 2006            |

### Thái Lan và tàu khu trục lớp Phutthayotfa Chulalok
Tàu khu trục lớp Phutthayotfa Chulalok là tên gọi Hải quân Hoàng gia Thái Lan dùng để định danh các tàu lớp Knox của nước này. Hải quân Hoàng gia Thái Lan đã được Mỹ chuyển giao 2 tàu khu trục lớp Knox gồm   USS Ouellet (FF-1077), nhận năm 1993 và đổi tên thành   HTMS Phutthaloetla Naphalai ' (FFG 461) cùng với   USS Truett (FF-1095), nhận năm 1999 và đổi tên thành   HTMS Phutthayotfa Chulalok ' (FFG 462). Ngư lôi Mk-46 được phía Thái Lan thay bằng ngư lôi Mk-44 có tầm bắn 5,4 km. Tàu được trang bị trực thăng UH-1N cho SH-2 của Mỹ.